# Deutsche Dampfschiffahrtsgesellschaft Kosmos
Die Deutsche Dampfschiffahrtsgesellschaft Kosmos (DDG Kosmos) war eine Reederei mit Sitz in Hamburg.

Sie wurde 1872 gegründet und unterhielt eine Linie von Hamburg zur Westküste Südamerikas, die schließlich bis zur Pazifikküste Kanadas verlängert wurde. 1914 war sie mit 28 Schiffen mit insgesamt 160789 BRT die siebtgrößte deutsche Seereederei.

Im Mai 1921 wurde sie mit der DADG zur Deutsch-Austral und Kosmos-Linie fusioniert. Zu diesem Zeitpunkt hatte die DDG Kosmos nicht ein eigenes Schiff in Fahrt, war aber auf dem Papier noch Eigner der größten deutschen Reedereiflotte, da die Mehrzahl ihrer Schiffe, die während des Ersten Weltkrieges in Chile oder Argentinien verblieben waren, noch nicht gemäß den Kapitulationsbestimmungen ausgeliefert waren.

Schon Ende 1926 ging die Austral-Kosmos in den Besitz der Hapag über und wurde nach 54 Jahren aufgelöst. Allerdings trat sie nach außen mit ihrer Reedereiflagge und Schornsteinmarke (ganz schwarz, ab 1921 schwarz-weiß-rot gestreifte Kappe) noch bis zum Beginn der 1930er Jahre auf, ehe auch dies langsam beseitigt wurde.

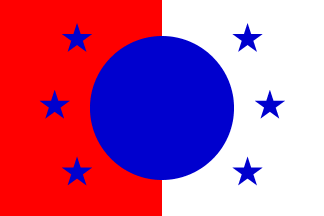
Flagge der DDG Kosmos

## Geschichte
Die Reederei wurde 1872 mit einem Kapital von 5 Millionen Mark für das Betreiben einer Schifffahrtslinie über Montevideo bis nach Chile, Bolivien und Peru in Hamburg gegründet. Initiatoren waren die Hamburger Maklerfirmer Knöhr & Burchard, die schon etliche Reedereien gegründet hatte (u. a. die Hamburg-Süd) und die Segelschiffsreederei H.H. Eggers. Mitbegründer waren Ferdinand Laeisz und dessen Sohn Carl, die auch an der Gründung anderer Reedereien beteiligt waren. Nach der Gründung stellte sie zwischen September 1872 und April 1873 sieben Dampfer in ihren Dienst nach Chile ein, die bei den Werften Withy Alexander & Co. und Denton, Gray & Co. in Hartlepool gebaut worden und zwischen 1218 und 1515 BRT groß waren. Alle Schiffe erhielten Namen mit Bezug zum antiken Ägypten. Am 5. Oktober 1872 begann die erste Reise noch des Gründungskonsortiums mit der 1268 BRT großen Karnak, der noch drei weitere Schiffe dieses Namens bis 1926 folgten. Dieses Schiff war auch das erste Schiff der Reederei, das im Dienst ein Totalverlust wurde, als sie am 23. Januar 1878 südlich von Cap San Antonio an der argentinischen Küste strandete. Sie war allerdings schon im Dezember 1875 in der Magellan-Straße aufgelaufen und aufgegeben worden. Nachdem sie doch geborgen werden konnte und in Montevideo repariert worden war, war sie nochmals in Dienst genommen worden. Im Februar 1877 stellte die Reederei mit der ersten Ramses (von vier Schiffen dieses Namens) erstmals ein in Deutschland gebautes Schiff in Dienst. Der 1608 BRT große Dampfer war von der Hamburger Reiherstiegwerft gebaut worden. 1884 besaß die DDG Kosmos 16 Dampfschiffe mit einer Tonnage von 37400 BRT.

Dampfer der DDG Kosmos liefen zunächst von Le Havre, später auch von Antwerpen aus Montevideo und Buenos Aires an und fuhren weiter durch die Magellanstraße nach Valparaíso, Arica, Islay und Callao.
Ab 1875 wurde Punta Arenas angelaufen, ab 1876 weitere Häfen, bis 1878 nicht weniger als einundzwanzig. 1877 umfasste die Flotte der DDG Kosmos sieben Schiffe, 1882 neun, 1885 dreizehn. Ab Anfang der achtziger Jahre erfolgten die Abfahrten vierzehntäglich. Ab 1880 wurde Port Stanley auf den Falklandinseln angelaufen, wo von 1882 bis 1884 auch ein kleinerer Dampfer, die bei Schichau gebaute Malvinas von 324 BRT, stationiert war. Ab 1882 wurden versuchsweise Strecken bis Guatemala in Angriff genommen, ab 1884 wurde dorthin regelmäßig verkehrt, in den 1890er Jahren monatlich bzw. dreiwöchentlich.

### Konkurrenz und Verständigung
Ab 1886 trat eine Konkurrenzlinie mit der von A. Kirsten (1839–1915) gegründeten „Hamburg-Pacific-Dampfschiffs-Linie“ auf. Eine Kapitalerhöhung erfolgte 1889 auf 6 Millionen Mark. Durch neue Schiffe und Bemühungen um mehr Passagiere versuchte die DDG Kosmos ihre Position zu verstärken. Auch wurden die eingesetzten Schiffe größer. Die Mitte 1886 in Dienst genommene zweite Denderah übertraf erstmals 2000 BRT und die von Armstrong, Mitchell & Co. 1891 gelieferte zweite Neko 3000 BRT und bot Platz für 75 Passagiere in drei Klassen. 1894 kam es zu einem Pool-Vertrag mit Kirsten. Durch eine weitere Vergrößerung des Schiffparks hoffte die Reederei bei den gegebenen Bedingungen des Vertrags, den Konkurrenten Kirsten auszuschalten. 1896/97 wurden fünf Schiffe der Ammon-Klasse von 4600 BRT, 7000 tdw Nutzlast mit einer Passagierkapazität von 70 Fahrgästen beschafft. Kirsten beschaffte gleichzeitig drei sehr ähnliche Schiffe. Albert Ballin, der seit 1896 dem Aufsichtsrat beider Reedereien angehörte, verhandelte den Ausgleich. Die DDG Kosmos übernahm die Pacific-Linie und ihre Schiffe und deren Aktionäre tauschten die Aktien. Nach Abgabe einiger älterer Schiffe aus beiden Flotten verblieben der DDG Kosmos 25 Schiffe mit 90000 BRT.

So wurde ab April 1898 die DDG Kosmos wieder alleiniger Träger der Verbindung Hamburgs mit der Westküste Süd- und Mittelamerikas durch die Magellanstraße. Im Auftrag der britischen Regierung erledigte sie auch weiter die Postbeförderung für die Falklandinseln. 1899 stationierte die DDG Kosmos in Punta Arenas einen kleineren Dampfer von 383 BRT, der die Wollproduktion Patagoniens und Feuerlands an den einzelnen Küstenplätzen einsammelte und einer nahe Punta Arenas gelegenen Hulk (der zurückgekauften, von 1873 bis 1888 im Liniendienst genutzten Ibis) zuführte.

Im Januar 1901 schloss die DDG Kosmos mit der Hapag überraschend einen Betriebsvertrag ab, der dieser einen Anteil am Westküstenverkehr sicherte. Durch diesen großen Partner wollte die DDG Kosmos sicher etwaige erneute Konkurrenz abschrecken und die Hapag konnte ihr Liniennetz ohne Probleme erweitern. Anfangs stellte sie nur drei kleine Frachter für dieses Fahrtgebiet ab. Auch wurden Seattle und Tacoma, sowie die kanadischen Häfen Vancouver und Victoria (British Columbia) endgültig in das Liniennetz der DDG Kosmos einbezogen. Eine Rundreise dauerte dann bis zu acht Monate und es wurden 60 Häfen angelaufen.

### Zusammenarbeit deutscher Reedereien
1903 bestand die Flotte der DDG Kosmos aus 29 Dampfern mit 110 735 BRT und sie fuhr weiterhin zur Westküste Südamerikas in einer Betriebsgemeinschaft mit der HAPAG. Sie beschaffte größere Schiffe von 6000 und 7000 BRT.

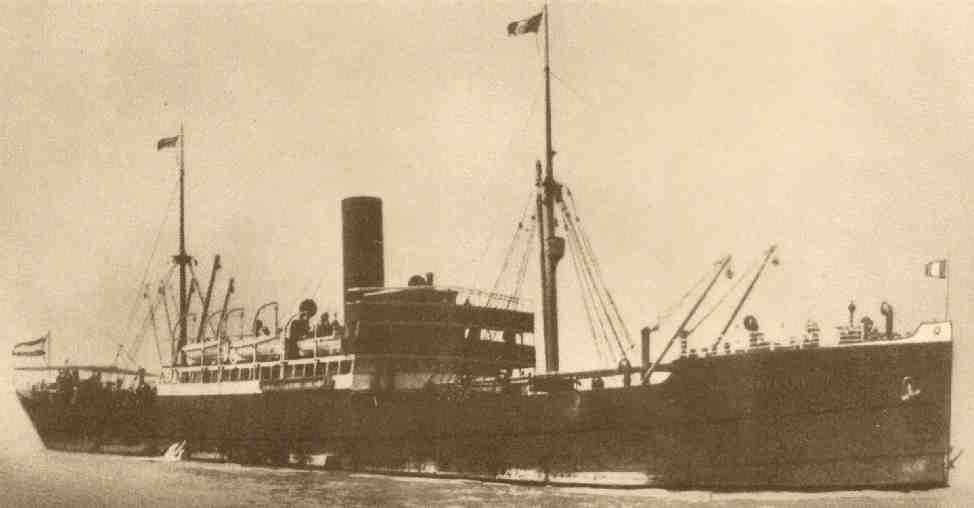
Die Athesia der Hapag, ab 1902 als Uarda bei der DDG Kosmos

Ab Ende 1904/Anfang 1905 engagierte sich die Hapag auch stärker, als sie mit der Polynesia und ihren Schwestern auch drei Kombischiffe in den Dienst einbrachte, die den Kosmos-Schiffen bis auf das größere Platzangebot für Fahrgäste entsprachen. Nach Aufgabe der gemischten Passagier- und Frachtlinie nach Ostasien kamen auch freigewordene Schiffe der Rhenania-Klasse auf der Kosmos-Linie zum Einsatz, die ein erhebliches größeres Fahrgastangebot machen konnten. Die Versuche der Hapag, den Passagierverkehr zu erhöhen, waren aber nicht erfolgreich und kamen zu spät. Im Frachtverkehr setzte die Hapag jetzt „A-Dampfer“ ein, von denen die Athesia schon 1902 der DDG Kosmos verkauft worden war und als Uarda eingesetzt wurde.
Mit der neugegründeten Bremer Roland-Linie trat dann 1905 doch ein ernstzunehmender Konkurrent auf, hinter dem der Norddeutsche Lloyd (NDL) stand. Schließlich einigten sich NDL und Hapag aber zum Jahresende 1906 im Rahmen weltweiter Absprachen. Ab 1910 setzte vor allem durch die Fertigstellung der Bahnverbindung von Buenos Aires nach Santiago/Valpareiso ein Abschwung ein. Die DDG Kosmos reagiert durch Verkleinerung der Passagiereinrichtung ihrer Linienschiffe und die Einstellung reiner Frachter (schon ab 1905) in ihren Dienst. Am 1. Januar 1914 hatte die DDG Kosmos 28 Schiffe mit 160789 BRT und lag auf Platz sieben der deutschen Seereedereien.

### Kriegseinsatz
Bei Ausbruch des Ersten Weltkriegs befanden sich nur wenige Schiffe der DDG Kosmos in der Heimat. Verloren ging sofort der Frachter Serak (1906, 4703 BRT), der in Swansea von den britischen Behörden beschlagnahmt wurde.

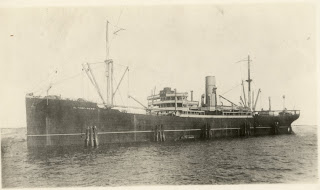
Die zweite Amasis, zuletzt als Uarda im Dienst von Kosmos und Hapag

Der deutsche Kleine Kreuzer Leipzig wurde auf seinem Marsch von Mexiko zum über den Pazifik marschierenden Kreuzergeschwader des Grafen Spee von der Amasis (1914, 7224 BRT) versorgt, mit der der Kreuzer am 19. September 1914 bei der Insel Chatham zusammentraf. Am 3. Oktober marschierten die beiden Schiffe von den Galapagos-Inseln weiter zur Osterinsel, wo das Zusammentreffen mit dem Geschwader am 14. stattfand. Unterwegs hatten sich dann noch die Kosmos-Dampfer Karnak (1912, 7044 BRT) und Anubis (ex Luciana, 1898, 4763 BRT) der Leipzig angeschlossen, die Vorräte und Kohlen für das Geschwader an Bord hatten. Die Amasis marschierte mit dem Tross des Geschwaders zur St. Quentin Bucht im Golf von Penas im Süden Chiles, wo ab dem 21. November die letzte große Versorgung des Geschwaders stattfand, während die beiden anderen Kosmos-Dampfer nach Chile entlassen wurden. Zum Versorgungspunkt in der St. Quentin Bucht brachten die vier Kosmos-Dampfer Memphis (1913, 7074 BRT), Luxor (1913, 7109 BRT), Ramses (1912, 7125 BRT) und Rhakotis (1907, 6982 BRT) Versorgungsgüter und Kohlen, die sie an die Kriegsschiffe und den verbleibenden Tross verteilten. Die fünf Kosmos-Dampfer wurden dann nach Chile entlassen.
Zwei Frachtdampfer der Kosmos wurden 1917 in den Vereinigten Staaten beschlagnahmt und dann als Armee-Transporter eingesetzt: die Serapis (1906, 4756 BRT) als Osage in San Francisco und die Setos (1905, 4730 BRT) in Honolulu, die als Ithasca und dann USS Honolulu eingesetzt wurde. Die meisten der Schiffe der DDG Kosmos verblieben während der Kriegszeit in Chile (14 Dampfer / 84808 BRT).

### Wiederaufbau und Fusion
Die wenigen Schiffe der Gesellschaft in der Heimat und die bei den Kanaren befindlichen Schiffe wurden gemäß den Kapitulationsbedingungen zügig ausgeliefert und unter den Siegermächten verteilt. Die Rückführung der in Südamerika befindlichen Schiffe verzögerte sich, da die Besatzungen häufig die Maschinen unbrauchbar gemacht hatten. Als die letzten Schiffe 1921 in Europa eintrafen bestand für diese Schiffe auf Seiten der Siegermächte kein Bedarf mehr und sie wurden den deutschen Vorbesitzern zum Kauf angeboten. So kaufte die DDG Kosmos neun ihrer ehemaligen Schiffe zurück. Zuerst wird im Juli 1921 die Nitokris zurückgekauft, die 1922 in Dienst kommt.

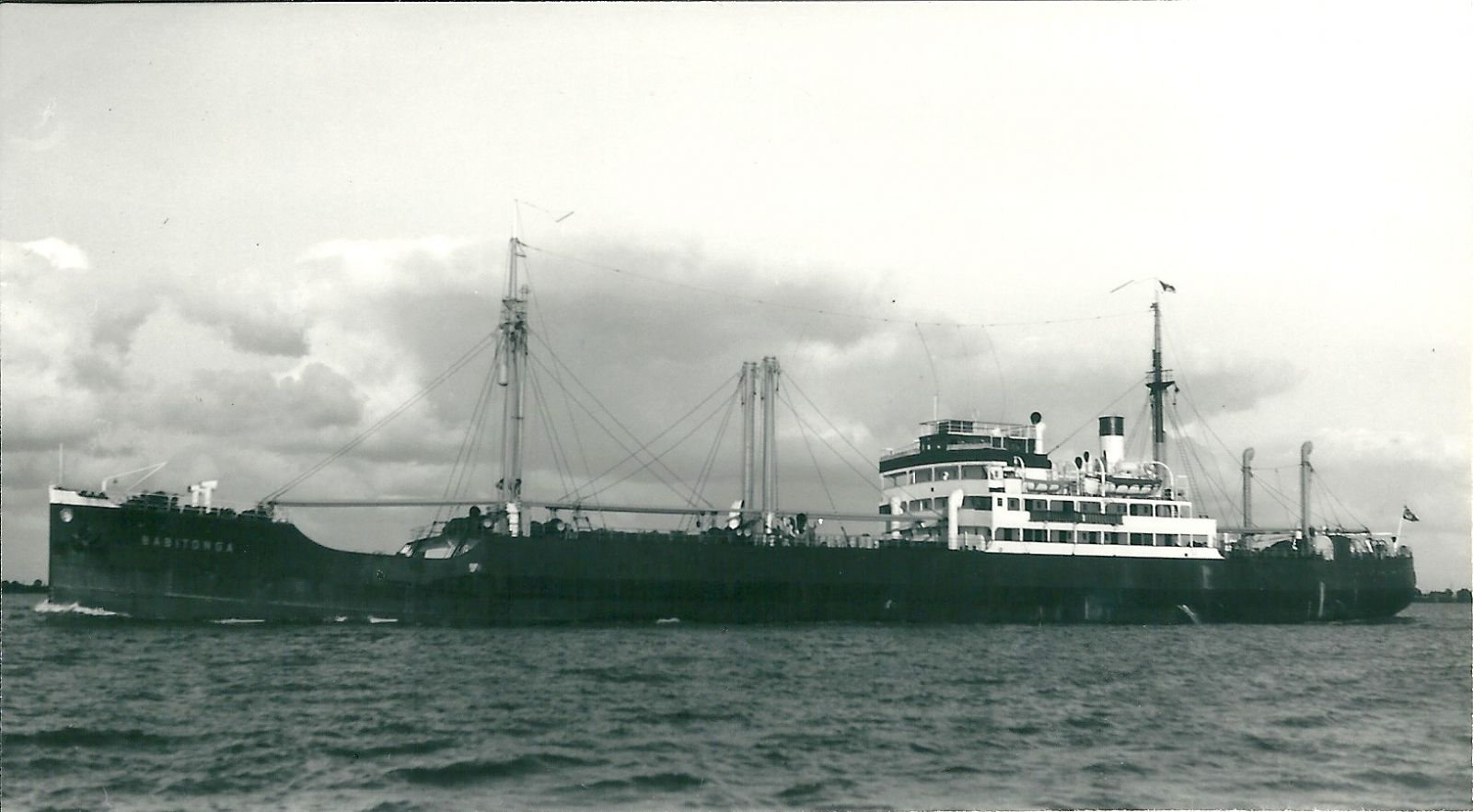
Die Osiris als Babitonga der HSDG

Schon 1919 hatte die Gesellschaft bekannt gegeben, dass sie ihr Geschäft wieder aufnehmen werde. Die frühe Erklärung beinhaltete vermutlich die Hoffnung, von den Schiffen in Südamerika etliche behalten zu können. Tatsächlich wurden für die ersten Abfahrten Schiffe gechartert und die chilenische Rancagua trat im März 1920 die erste Nachkriegsfahrt-Fahrt der DDG Kosmos nach Chile an. Im Mai 1921 fusionierte die Gesellschaft, die die Betriebsgemeinschaft mit der Hapag nicht verlängert hatte und kein eigenes Schiff besaß, mit der anderen großen unabhängigen Hamburger Reederei, der DADG, zu den Deutschen Kosmos- und Austral-Linien. Die Gesellschaften mit völlig unterschiedlichen Fahrtgebieten legten ihre Verwaltungen zusammen und verrechneten ihre Gewinne und Verluste. Sie erhofften sich durch die Zusammenlegung eine größere Flexibilität, um auf die Entwicklungen in den Fahrtgebieten reagieren zu können. Tatsächlich ist dies nicht passiert. Lediglich von einem DADG-Schiff sind Einsätze auf der Kosmos-Linie bekannt und nach Australien kamen keine Kosmos-Schiffe zum Einsatz. Auch in der Beschaffung von Neubauten gab es keine zusammengelegten Bauaufträge.

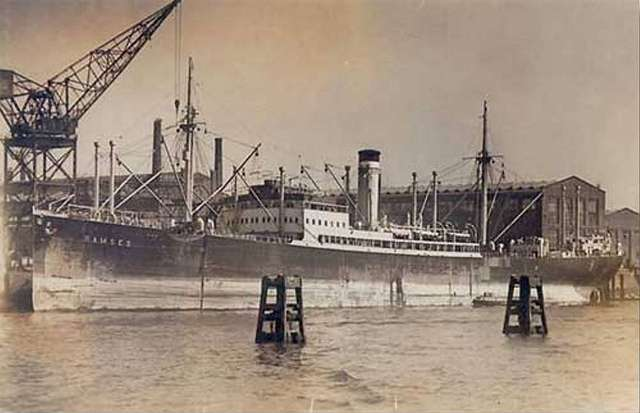
Die Ramses

1922 kamen dann die ersten Rückkäufe wieder in Dienst und die ersten georderten Neubauten wurden abgeliefert. Der erste Neubau im Dienst war das Motorschiff Ibis am 23. August. Am 1. Januar 1924 besaß die DDG Kosmos wieder 14 Schiffe mit einer Tonnage von 70013 BRT und war auf Platz 8 der deutschen Reedereien und insgesamt mit der DADG belegte Kosmos/Austral mit 31 Schiffen und 156055 BRT Platz 3. Im Zeitraum von 1921 bis 1926 entstanden nur elf Neubauten für die Kosmos-Linie, von denen die beiden letzten schon an den neuen Besitzer ausgeliefert wurden. Davon waren drei Motorschiffe. Neben dem Frachtschiff Ibis noch deren Schwesterschiff Osiris und das am 5. Mai 1926 abgelieferte erste neue Kombischiff Ramses.
Hugo Stinnes, der sich in die neue Reederei einkaufte, hatte bis 1924, seinem Todesjahr, die Aktienmehrheit erworben, um sie mit den Stinnes-Linien zu verschmelzen. Da die Stinnes-Erben nicht an einer Fortführung der Schifffahrtsaktivitäten außerhalb des Kernbereichs des Konzerns interessiert waren, erwarben die Deutsch-, Austral- und Kosmos-Linien 1926 die Stinnes-Linien ohne den Erztransport, die damit die drittgrößte deutsche Reederei wurde. Die finanzierenden Banken suchten jedoch einen stärkeren Partner und so wurde die 1921 gegründete Gesellschaft am 24. November 1926 von der HAPAG übernommen und damit auch die ehemalige DDG Kosmos mit ihren 16 Schiffen. 1927 fügte die HAPAG daraufhin den Schornsteinkappen ihrer Schiffe die drei schwarz-weiß-roten Ringe der Kosmos/DADG hinzu.

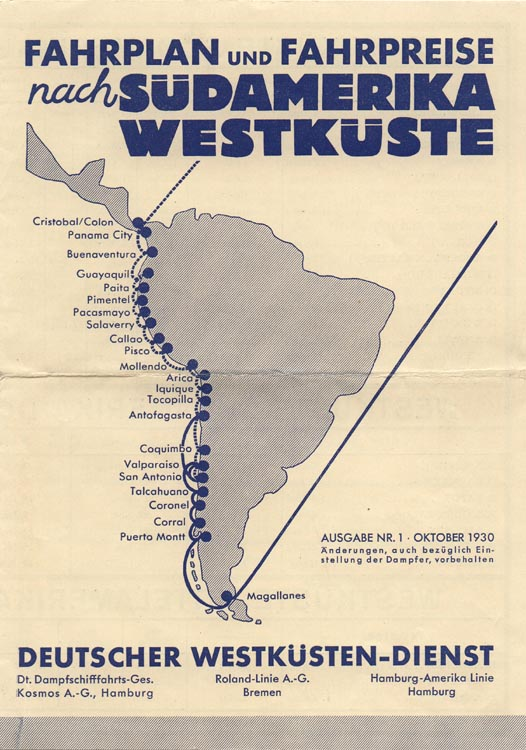
Der Deutsche Westküsten-Dienst 1930

Allerdings existierte die DDG Kosmos wie die vom NDL übernommene Roland-Linie auf dem Papier weiter. So wies der Fahrplan des „Deutschen Westküsten-Dienst“ für September 1930 bis Januar 1931 26 Abfahrten von Deutschland zur Westküste Süd- und Mittelamerikas aus, die von den Schiffen dreier Gesellschaften abgewickelt würden. Neben sieben Abfahrten der Hapag wurden auch neun der Roland-Linie und zehn Abfahrten der DDG Kosmos dargestellt. Von deren zehn Abfahrten wurden mit Ammon (1922, 7134 BRT), Karnak (1926, 7209 BRT) und den Vorkriegsbauten Rhodopis (1907, 6975 BRT) und Nitokris (1906, 6150 BRT) nur vier tatsächlich von ehemaligen Schiffen der DDG Kosmos durchgeführt, vier Abfahrten sollten von ehemaligen Stinnes-Schiffen (Emil Kirdorf, Adolf von Baeyer, Rhein, Artemisia) und zwei von Hapag-Schiffen (Odenwald, Sachsen) abgewickelt werden. Zwei der Hapag-Abfahrten sollten auch von den ehemaligen Kosmos-Dampfern Amasis (1923, 7129 BRT) und Itauri (1923, 6838 BRT) abgewickelt werden.
Die HAPAG fusionierte ihrerseits 1970 mit dem Norddeutschen Lloyd zur Hapag-Lloyd AG.

## Kosmos-Linie in Reiseberichten
Zu den prominenteren Mitreisenden der Kosmos-Linie hatte der österreichische Arzt, Psychologe und Anarchist Otto Gross gehört, der 1901 in einer Schiffsmannschaft als Schiffsarzt anheuerte. Während der Zeit seiner Reisen nach Patagonien, Punta Arenas, Santiago, Montevideo und Buenos Aires wurde er vom Kokain abhängig. Von seinen Reiseerlebnissen berichtete er 1906 auch der Schriftstellerin Frieda Weekley. Gross verglich sie auf dem Schiff mit dem Polarstern und nannte sie „Kreuz des Südens auf meiner Fahrt“.